# Бородичи (Брестская область)
Боро́дичи (бел. Бародзічы, полес. Бородзічы) — деревня в Кобринском районе Брестской области Белоруссии. Входит в состав Городецкого сельсовета.
По данным на 1 января 2016 года население составило 42 человека в 21 домохозяйстве.

## География
Деревня расположена на северном берегу Днепровско-Бугского канала, в 29 км к юго-востоку от города Кобрин, 5 км от станции Городец и в 73 км к востоку от Бреста.
На 2012 год площадь населённого пункта составила 0,86 км² (86 га).

## История
Населённый пункт известен с 1500 года как Бородичская волость. В разное время население составляло:
- 1897 год: 52 двора, 313 человек;
- 1921 год: 32 двора, 162 человека;
- 1940 год: 333 человека;
- 1970 год: 273 человека;
- 1999 год: 52 хозяйства, 81 человек;
- 2005 год: 46 хозяйств, 75 человек;
- 2009 год: 63 человека;
- 2016 год[2]: 21 хозяйство, 42 человека;
- 2019 год[1]: 39 человек.

## Достопримечательность
- Свято-Михайловская церковь (2000). Церковь восстановлена на месте прежнего деревянного храма.